# 渋谷区立代々木山谷小学校

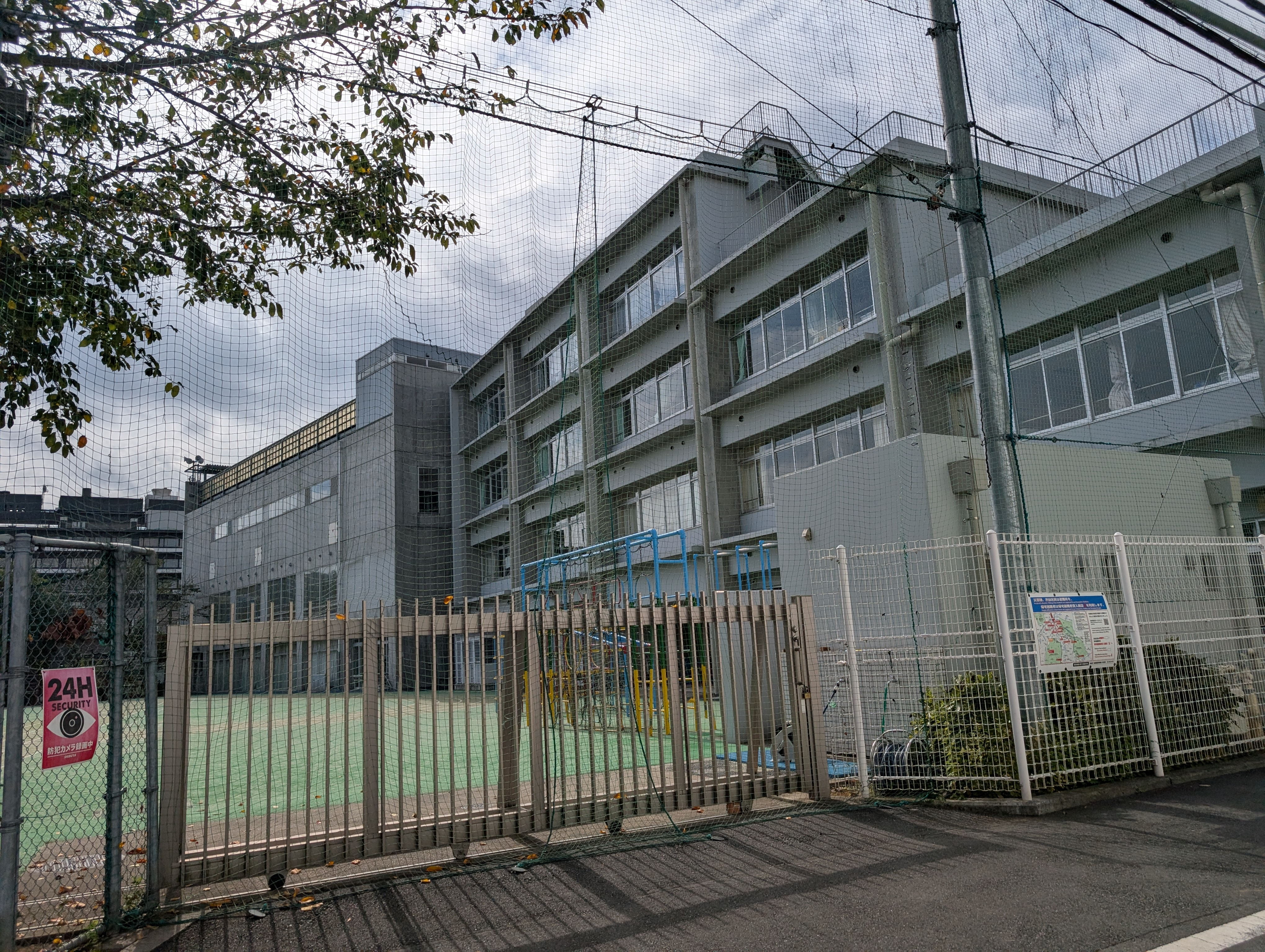
学校敷地北側の門（2024年10月）

渋谷区立代々木山谷小学校（しぶやくりつ よよぎさんやしょうがっこう）は、東京都渋谷区代々木三丁目にある公立小学校。代々木三丁目の住宅地に所在する。 

## 概要
学校は南に明治神宮、東に新宿御苑と、都内でありながら緑の多い学習環境に恵まれた地域である。主要な交通は小田急小田原線の南新宿駅が東に参宮橋駅が南にあり、恵まれた環境と交通の便の良い住宅地域にある。敷地と校舎は西と北側が公道に面し、南、東側は住宅地で、西側に正門がある。

## 沿革
経緯
代々木山谷小学校は、2015年（平成27年）4月1日、渋谷区立代々木山谷小学校として開校。
年表
- 2007年（平成19年）既存の体育館では最後の卒業式が行われる。後に、その体育館は取り壊され、現在の体育館に至る。
- 2013年（平成25年）4月1日 - 渋谷区立山谷小学校を校舎建て替えのため休校し、児童を渋谷区立代々木小学校に転校させる[1]。
- 2015年（平成27年）4月1日 - 代々木小学校と山谷小学校を統合し、建て替えた山谷小学校を代々木山谷小学校として開校。

新校舎のコンセプトと特徴
設計のコンセプト
「子供たちの安全に配慮した校舎」「環境に配慮した校舎」「使いやすさに配慮した校舎」「経済性に配慮した校舎」
施設の特徴
- 校舎を敷地の西側に寄せ、広い校庭を確保した。
- 校舎の中央に吹き抜けを配置し、明るく開放感のある校舎とした。
- 校舎の中央に図書館を配置し、隣にはパソコン室を配置した。(2022年現在は教室になりパソコンルームはなくなった。)
- 東側に普通教室、西側に理科室や図画工作室などの特別教室を配置した。
- 既存の体育館に施設開放などの利便性を考慮し、エレベーターを設けた。

## 教育方針
教育目標

「礼儀正しく思いやりのある人間」「社会に貢献しようとする人間」「個性と創造力豊な人間」
小学校の児童数と教員数
| 年度     | 児童総数 | 1年生 | 2年生 | 3年生 | 4年生 | 5年生 | 6年生 | 教員数 | 職員数 |
| -------- | -------- | ----- | ----- | ----- | ----- | ----- | ----- | ------ | ------ |
| 平成27年 | 342人    | 63人  | 63人  | 57人  | 51人  | 54人  | 54人  | 23人   | 4人    |
| 平成28年 | 351人    | 64人  | 63人  | 63人  | 54人  | 50人  | 57人  | 22人   | 4人    |
| 平成29年 | 354人    | 57人  | 63人  | 62人  | 65人  | 52人  | 55人  | 20人   | 4人    |
| 平成30年 | 364人    | 67人  | 58人  | 60人  | 65人  | 62人  | 52人  | 19人   | 4人    |
| 令和元年 | 392人    | 77人  | 68人  | 58人  | 60人  | 64人  | 65人  | 19人   | 4人    |
| 令和2年  | 379人    | 62人  | 77人  | 65人  | 56人  | 59人  | 60人  | 19人   | 6人    |
| 令和3年  | 405人    | 93人  | 63人  | 70人  | 65人  | 55人  | 59人  | 19人   | 5人    |
| 令和4年  | 473人    | 125人 | 92人  | 65人  | 68人  | 67人  | 56人  | 21人   | 5人    |
| 令和5年  | 500人    | 84人  | 126人 | 88人  | 65人  | 69人  | 68人  | 22人   | 5人    |

## 学校行事
放課後クラブ
放課後クラブは、保護者の就労状況にかかわらず、全ての児童を対象とし、学校や地域との連携により、児童一人一人を健やかに育てていくための事業である。校庭、体育館、図書館、特別教室など、学校施設を活用して活動する。放課後クラブは、学校とは、別の団体で運営されている。
校外学習
渋谷区立小中学校の児童・生徒たちが、校外学習を行う宿泊施設があり、学校が使用しない期間は社会教育団体に開放している。利用資格は区内在住、在勤者を主とする社会教育団体。

## 通学区域
子供が通学する学校は、住所により指定されている、また、2004年（平成16年）から学校選択希望制を導入しており、入学を希望する学校を選べる。学校選択希望制は、現行の通学区域を維持したうえで、通学区域外の学校を希望することが出来る制度で、特色のある学校づくりや地域に開かれた学校づくりを推進し、区民から選ばれる学校づくり等を図る。
住所別通学区域
| 代々木一丁目 | 代々木二丁目 | 代々木三丁目 | 代々木四丁目                         | 代々木五丁目         | 代々木神園町 |
| ------------ | ------------ | ------------ | ------------------------------------ | -------------------- | ------------ |
| 全域         | 全域         | 全域         | 1 - 31番、34番、35番 40番、47 - 50番 | 42番、48番 54 - 60番 | 3番、4番     |

## 進学先中学校
中学校の学校別通学区域は、住所により指定されている。
| 代々木中学校                                                                         | 原宿外苑中学校                                            | 上原中学校                                 |
| ------------------------------------------------------------------------------------ | --------------------------------------------------------- | ------------------------------------------ |
| 代々木一丁目5 - 11番 三丁目1 - 17番、21 - 59番 四丁目全域 五丁目13 - 36番、42 - 60番 | 代々木一丁目1 - 4番、12 - 61番 二丁目全域 三丁目18 - 20番 | 代々木五丁目1 - 12番、37 - 41番、61 - 67番 |

## 交通
鉄道
- 小田急小田原線 - 南新宿駅、参宮橋駅から徒歩約7分。

## ギャラリー
- 北西角から校舎を見る（2015年2月撮影）
- 西側公道から校舎を見る（2015年2月撮影）
- 同左、（2015年2月撮影）
- 西側公道から正門を見る（2015年2月撮影）
- 西側公道から校舎を見る（2015年2月撮影）
- 同左、（2015年2月撮影）